# Akaflieg Berlin B12
|}
'Akaflieg Berlin B12 je dvosedežno jadralno letalo nemškega proizvajalca Akaflieg Berlin. Zgradili so samo eno eksperimentalno letalo. Pri načrtovanju so uporabili krilo od Schemp-Hirth Janus B in ga skrajšali na 18,2 metra.

Grajen je večinoma iz fberglasa. Ima uvlačljivo pristajalno podvozje.

## Specifikacije (B12)
- Posadka: 1 pilot
- Kapaciteta: 1 potnikov
- Dolžina: 8,7 m (28 ft 7 in)
- Razpon kril: 18,2 m (59 ft 9 in)
- Površina kril: 16,58 m2 (178,5 ft2)
- Vitkost: 20,0
- Progil krila: Wortmann FX-67-K-170 - Wortmann FX 67 K 150
- Prazna teža: 446 kg (983 lb)
- Gros teža: 620 kg (1367 lb)

- Maks. hitrost: 200 km/h (124 mph)
- Jadralno število: 40,5 @ 110km/h (68mph)
- Hitrost padanja: 0,68  m/s (134 ft/min)